# Bragă
Braga (boza în limbile slave și limba turcă) este o băutură răcoritoare, cu gust dulce-acrișor, care se obține prin fierberea cu apă a meiului măcinat. Este o băutură a popoarelor turcice nomade din Asia Centrală, consemnată începând din secolul X, care mai apoi a ajuns în Anatolia, iar de acolo s-a răspândit, inclusiv în Balcani.

## Proprietăți
Braga este tulbure, mucilaginoasă, cu substanțe coloidale în suspensie, datorită conținutului mare de extract cu substanțe hrănitoare, cu cantități foarte mici de alcool și de produse de fermentație acidă. Dacă este preparată corect, în condiții bune și depozitată corespunzător, braga poate fi considerată ca o băutură igienică. 
Fermentația băuturii începe printr-o slabă fermentație alcoolică care, în scurt timp, este înlocuită prin fermentație acidă de tip lactat, acetic, butiric etc. 
Braga este un mediu complex, propice dezvoltării diferitelor microorganisme. Cea mai mare parte dintre microorganisme o reprezintă cele din tipul Escherichia coli și Sacharomyces, care imprimă o aromă particulară pronunțată. Se mai găsesc cocci, bacili, mucegaiuri de tipul Mucor. Uneori, în bragă se mai adaugă zaharină și acid salicilic, pentru îndulcire și asigurarea conservabilității.

## Rețete de preparare
- În Moldova, braga se prepară din 2 kg tărâțe de grâu, care se amestecă cu 1 kg mălai, până se obține un aluat. Toate acestea se amestecă pe lopata de la cuptor și apoi se pune la foc. După ce se coace, se scoate din cuptor și se pune la dospit într-un butoi de lemn. Se frământă, se adaugă apă, drojdie și se lasă apoi timp de 4-5 zile. După ce se scoate din butoi, se strecoară (să nu aibă crupe) și se pune într-o cană de lut sau de sticlă, în care se adaugă zahăr.

- Altă rețetă. Ingrediente: 1 kg cereale (grâu, orz, secară, porumb etc.) în cantități egale, 2 kg mălai. Preparare: Cerealele se pun într-un vas cu puțină apă. Vasul se acoperă cu un șervet și se ține la loc călduț spre a grăbi încolțirea. Se scurge bine apa, iar semințele se pun la uscat pe tăvi de plastic sau pe tăvi emailate. După uscare, se macină prin mașina de tocat carne, mașina de nuci sau râșnița de cafea. Ceea ce se obține este malțul. Malțul se amestecă bine cu mălaiul și se pune într-o oală cu apă care fierbe (nu trebuie să fie o cantitate prea mare de apă, în așa fel încât să se obțină o pastă consistentă), amestecând continuu, pentru o bună uniformizare. Din această pastă se fac turte cu diametrul de 10-15 cm care se pun pe o tavă la cuptor, la foc iute, până se rumenesc, apoi se scot și se lasă să se răcească. Se rup bucățele mici și se așază într-un vas (de preferat din lemn, cu cana de scurgere) cu o capacitate de 10-12 litri. Peste turte se toarnă o cantitate de 6 litri apă fiartă. Se lasă 2-3 zile la fermentat, după care braga e gata. Aceleași turte se mai pot folosi o dată, punându-se însă apă mai puțină (cca 4-4,5 litri). E recomandat ca la gura de scurgere a vasului să se pună crenguțe, ca să nu se înfunde ieșirea.

Datorită simplității preparării, în limba română a intrat expresia "ieftin ca braga".

## Galerie de imagini

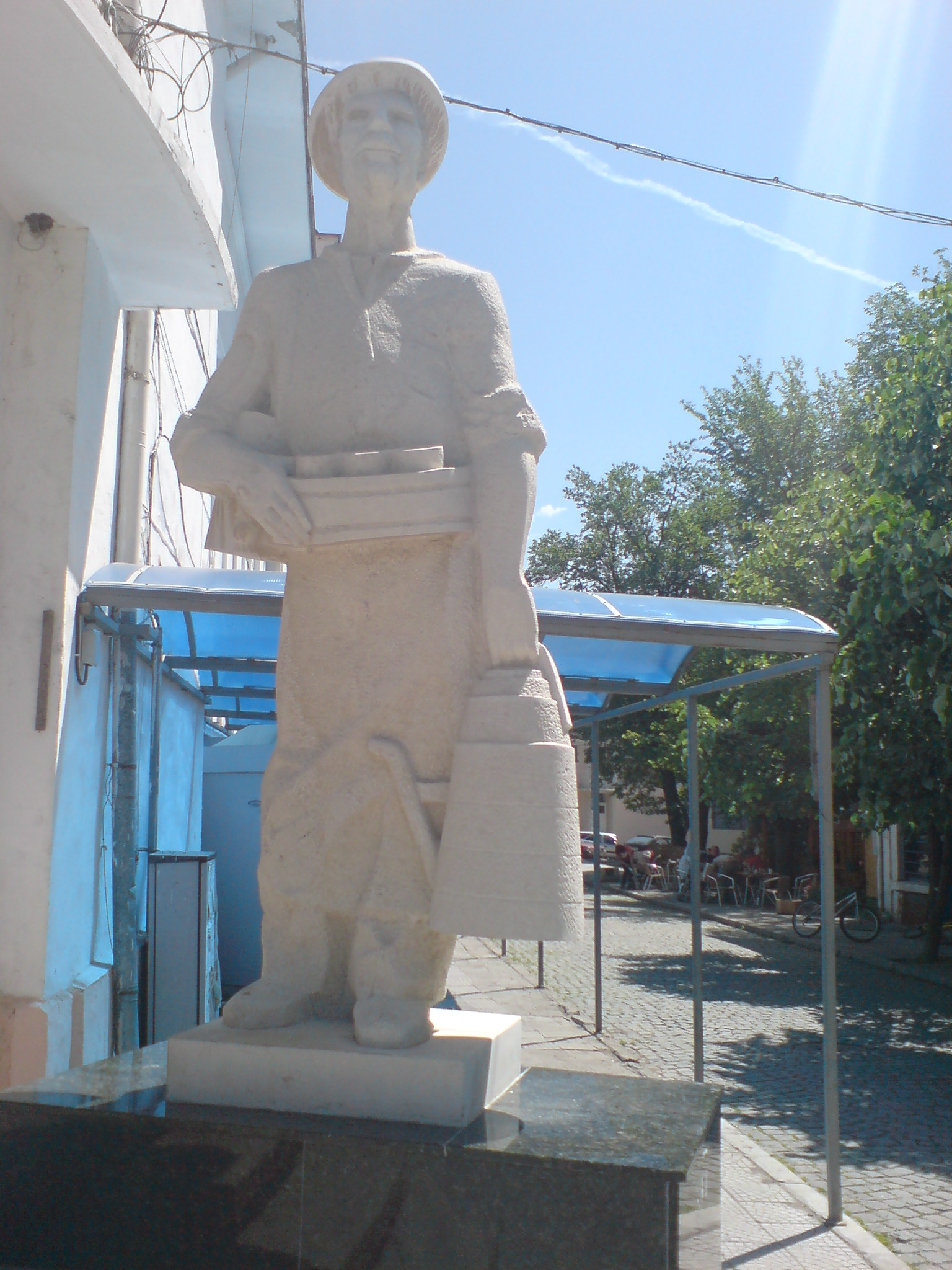
Vânzător de bragă
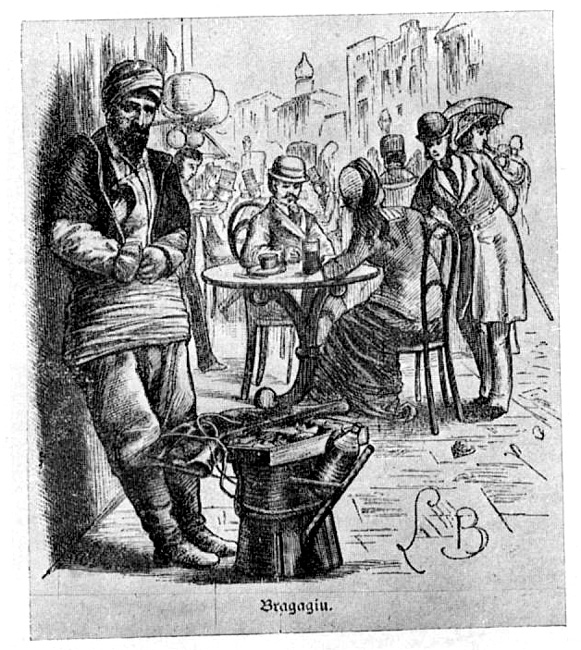
Vânzător turc de bragă (bragagiu) în București, 1880
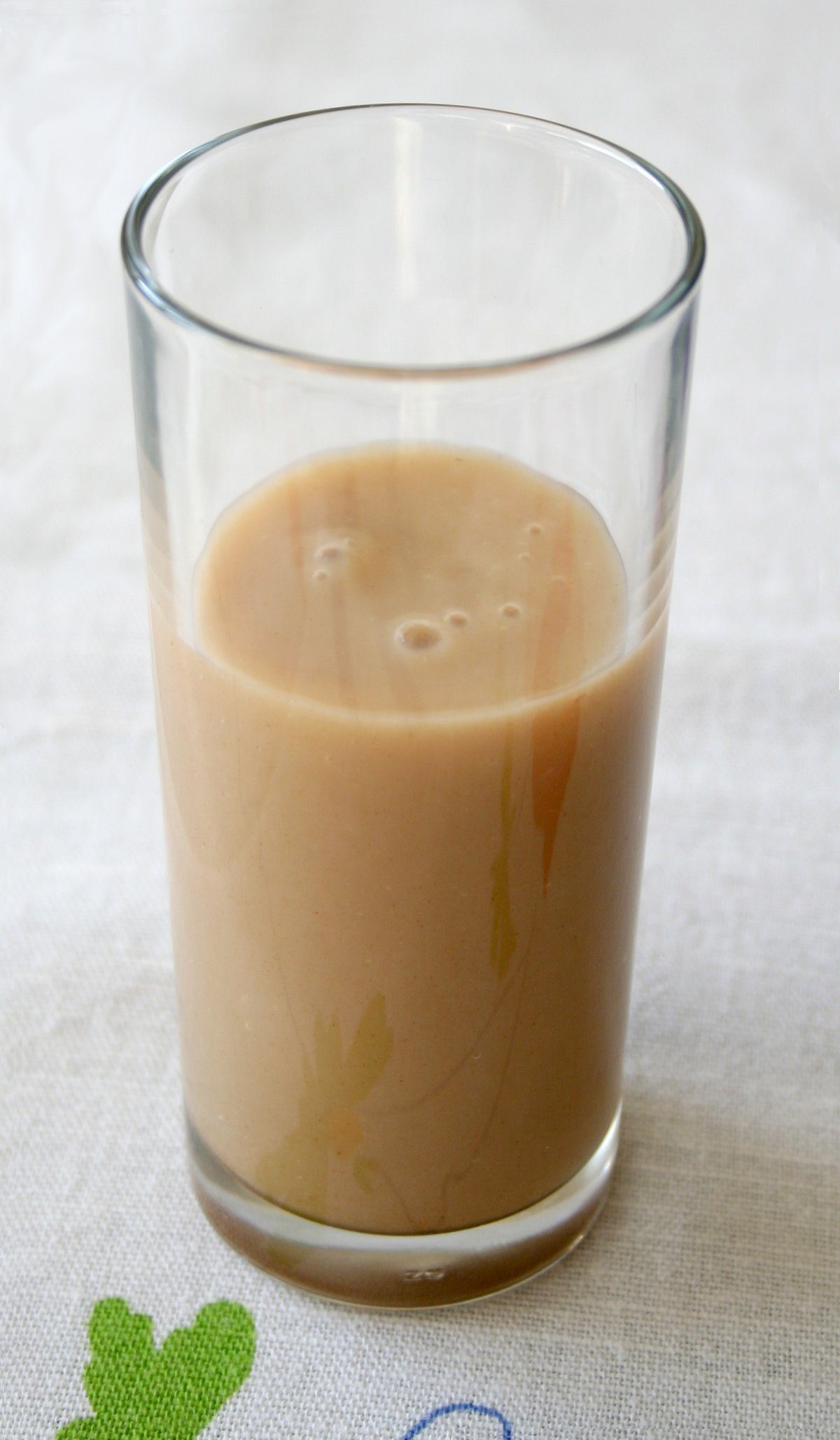
Un pahar cu bragă
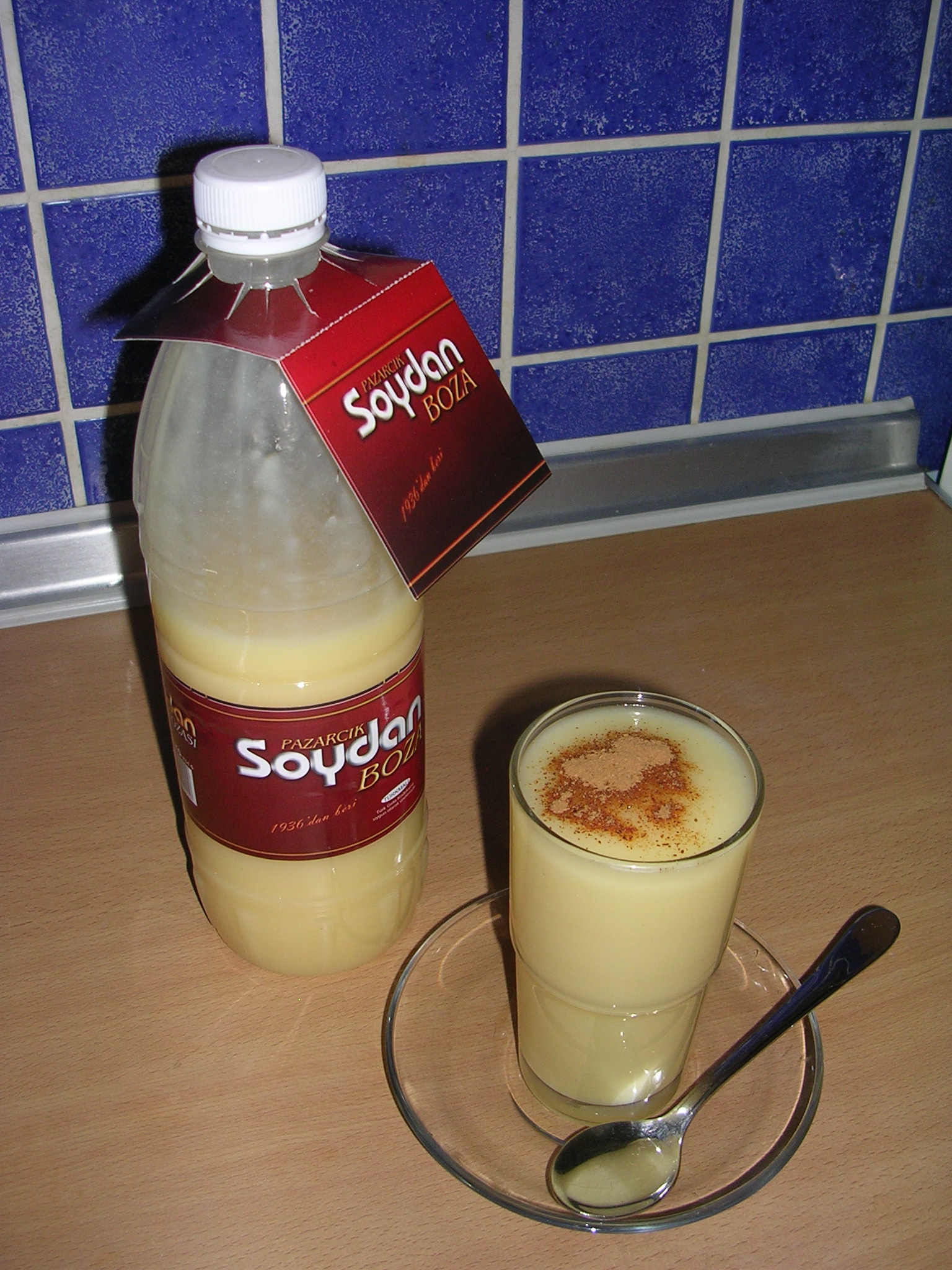
Bragă turcească
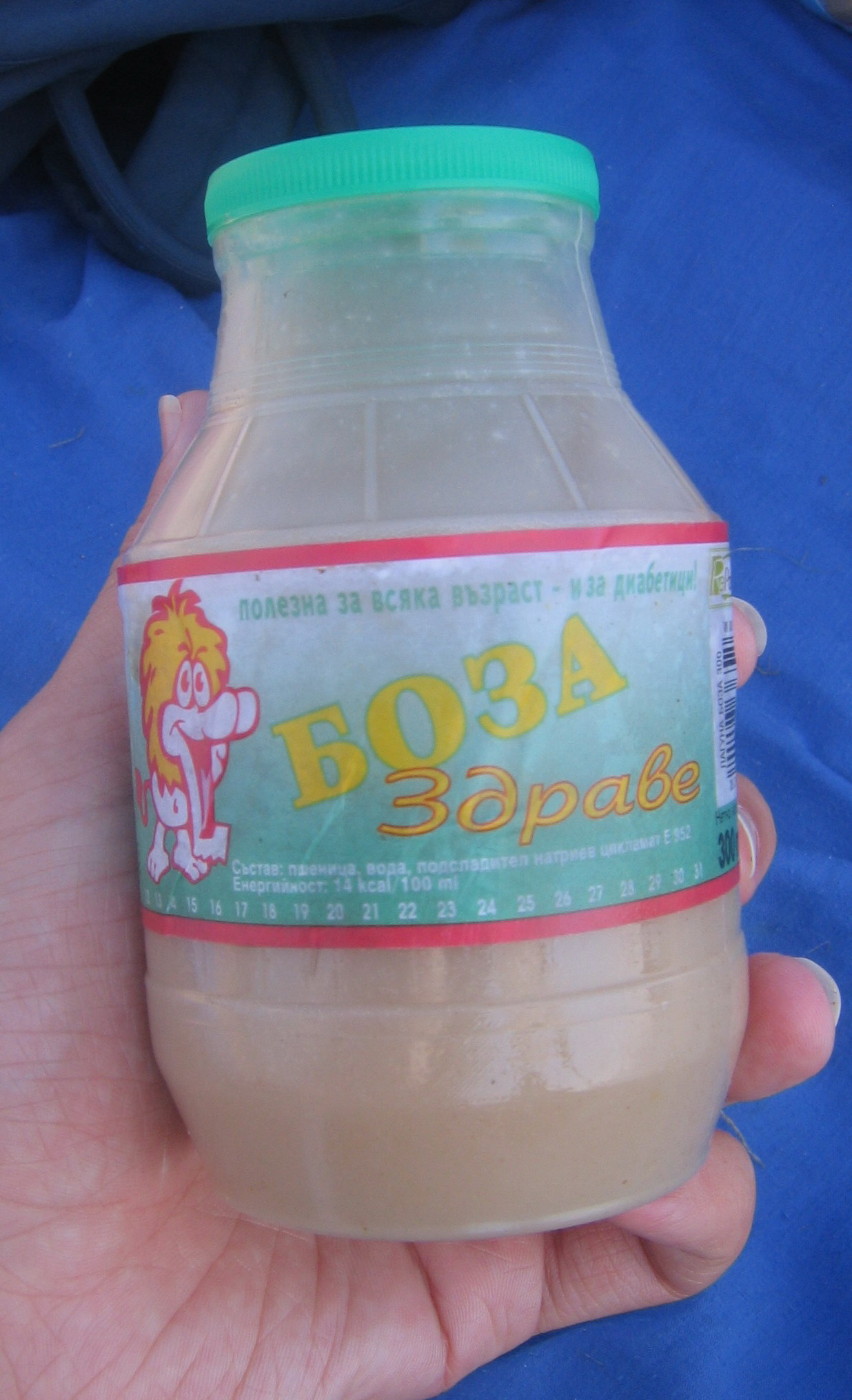
Bragă bulgărească
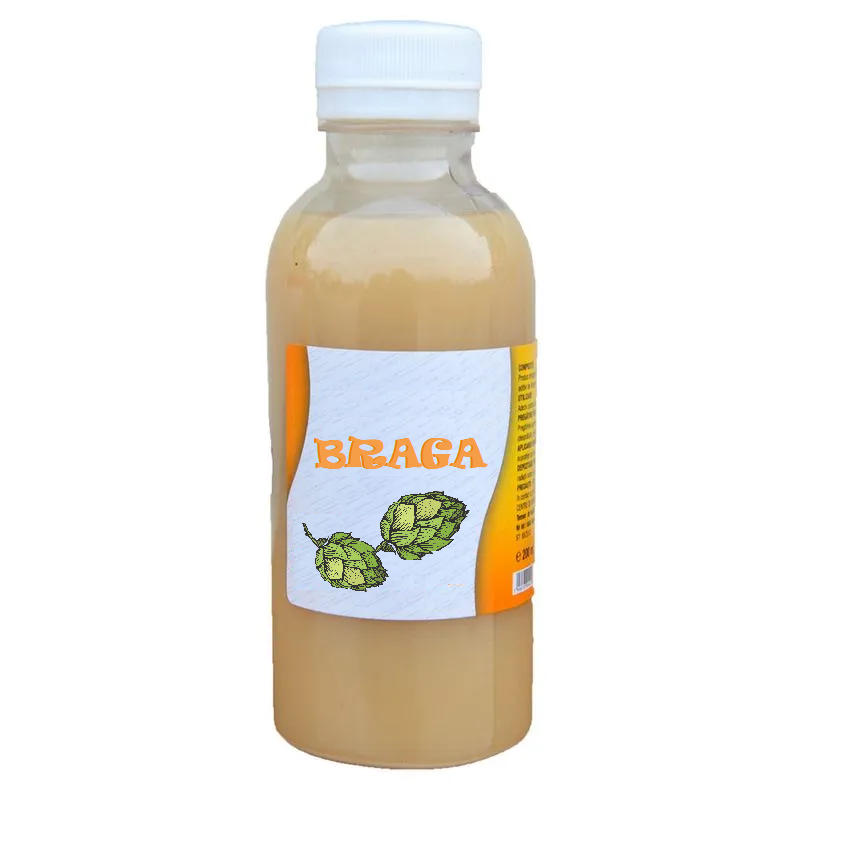
Bragă românească